# Kahmari Montgomery
Kahmari Montgomery (* 16. August 1997 in Plainfield, Illinois) ist ein US-amerikanischer Leichtathlet, der sich auf den Sprint spezialisiert hat.

## Sportliche Laufbahn
Kahmari Montgomery studierte von 2015 bis 2017 an der University of Missouri und sammelte 2016 seine ersten internationalen Erfahrungen, als er bei den U20-Weltmeisterschaften in Bydgoszcz in 46,48 s den fünften Platz im 400-Meter-Lauf belegte und mit der US-amerikanischen 4-mal-400-Meter-Staffel in 3:02,39 min die Goldmedaille gewann. Im Jahr darauf nahm er mit der Staffel an der Sommer-Universiade in Taipeh teil und gewann dort in 3:06,68 min die Silbermedaille hinter dem Team aus der Dominikanischen Republik. Anschließend transferierte er im Herbst an die University of Houston. 2018 siegte er bei den NACAC-Meisterschaften in Toronto in 3:00,60 min gemeinsam mit Nathan Strother, Obi Igbokwe und Michael Cherry. Im Jahr darauf wurde er NCAA-Collegemeister im 400-Meter-Lauf und absolvierte dann sein Studium in Houston. Ende Juni wurde er beim Prefontaine Classic in 45,12 s Zweiter und 2020 siegte er in 45,50 s beim Gyulai István Memorial sowie in 45,55 s bei der Doha Diamond League. 2021 wurde er für einen Monat wegen eines geringstmöglichen Dopingverstoßes gesperrt. 2022 wurde er beim British Grand Prix in 45,52 s Dritter über 400 Meter hinter dem Briten Matthew Hudson-Smith und seinem Landsmann Bryce Deadmon.
2018 wurde Montgomery US-amerikanischer Meister im 400-Meter-Lauf.

## Persönliche Bestzeiten
- 200 Meter: 20,35 s (+1,6 m/s), 25. Mai 2019 in Sacramento
  - 200 Meter (Halle): 20,63 s, 2. Februar 2019 in College Station
- 400 Meter: 44,23 s, 7. Juni 2019 in Austin
  - 400 Meter (Halle): 45,03 s, 9. März 2019 in Birmingham